# Eunpyeong-gu
Eunpyeong-gu är ett av de 25 stadsdistrikten (gu) i Sydkoreas huvudstad Seoul. 

## Administrativ indelning

Eunpyeong-gu består av 16 stadsdelar (dong)
- Bulgwang-dong (불광동, 佛光洞) (Bulgwang 1-dong och Bulgwang 2-dong)
- Daejo-dong (대조동, 大棗洞)
- Eungam-dong (응암동, 鷹岩洞) (Eungam 1-dong, Eungam 2-dong och Eungam 3-dong)
- Galhyenon-dong (갈현동, 葛峴洞) (Galhyenon 1-dong och Galhyenon 2-dong)
- Gusan-dong (구산동, 龜山洞)
- Jeungsan-dong (증산동, 繒山洞)
- Jingwan-dong (진관동, 津寬洞)
- Nokbeon-dong (녹번동, 碌磻洞)
- Sinsa-dong (신사동, 新寺洞) (Sinsa 1-dong, Sinsa 2-dong)
- Susaek-dong (수색동, 水色洞)
- Yeokchon-dong (역촌동, 驛村洞)